# Canon EOS 5D
Canon EOS 5D je 12,8 megapixelová digitální zrcadlovka vyráběná společností Canon . EOS 5D byla ohlášena firmou Canon 22. srpna 2005 a v řadě digitálních zrcadlovek Canon EOS se řadí typově nad EOS 30D a pod EOS 1D Mark II N.
EOS 5D je významná tím, že je to první digitální zrcadlovka s velikostí senzoru jako celé políčko filmu (full frame 36 × 24 mm), která má standardní rozměry těla (na rozdíl od většího a těžšího „profesionálního“ těla fotoaparátu). Je také významná i svou cenou, okolo 3000 amerických dolarů nebo 2000 liber, která nastavuje nový významný nízký cenový bod pro full frame digitální zrcadlovky.

## Vlastnosti
- 35,8 × 23,9 mm celo-políčkový (full frame) CMOS senzor
- 12,8 megapixelů efektivně (13,3 megapixelů celkem)
- Max. rozlišení 4368 × 2912
- Žádný FOV crop (1.0 ×)
- DIGIC II obrazový procesor
- Canon EF objímka (nepoužitelný s objímkou EF-S )
- 9-bodové samozaostřování (plus 6 „neviditelných pomocných samozaostřovacích bodů“ během průběžného zaostřování)
- 100 - 1600 ISO ekvivalent v 1/3 krocích (ISO může být rozšířeně na L: 50 nebo H: 3200 s uživatelskými funkcemi)
- 30 až 1/8000 s rychlost závěrky a bulb
- 1/200 s X-sync
- TTL 35 zone SPC metering: evaluative, center-weighted, partial, spot
- Kompenzace expozice -2 EV až +2 EV v 1/3 EV nebo 1/2 EV krocích
- Auto vyvážení bílé (plus 8 pozic a manuální nastavení)
- 'Picture Style' obrazové parametry
- Eye-level pentaprism viewfinder with approx. 96% coverage
- 230 000 pixelový 2,5 palcový 63 mm) barevný TFT liquid-crystal monitor
- E-TTL II mód blesku
- 3 snímky za sekundu průběžné snímání ( JPEG : max. 60 snímků, RAW : max. 17 snímků)
- Rozměry (ŠxVxH): 152 × 113 × 75 mm (6,0 x 4,4 x 2,9 in)
- Hmotnost (pouze tělo): 895 g
- Doplňkový BG-E4 battery grip, který poskytuje dodatečné tlačítko spouště a řídicí kolečko a může pojmout dvě Li-Ion baterie nebo články AA.